# Idarnes brevicollis
Idarnes brevicollis är en stekelart som först beskrevs av Mayr 1885.  Idarnes brevicollis ingår i släktet Idarnes och familjen fikonsteklar. Inga underarter finns listade i Catalogue of Life.